# Scooby-Doo în Nopțile Arabe
Scooby-Doo în Nopțile Arabe (engleză Scooby-Doo! in Arabian Nights) este un film de televiziune animat produs de Hanna-Barbera ce a avut premiera pe TBS în 3 septembrie 1994, fiind o adaptare a cărții O mie și una de nopți. Programul este marcat ca fiind parte a francizei Scooby-Doo în care Scooby și Shaggy apar în segmente intercalate (ca un moment rar, niciun alt personaj recurent nu apare, nici Scrappy-Doo sau ceilalți membri ai Echipei Misterelor, care au apărut în mod virtual în fiecare producție în mod curent).
Episodul special se împarte în două povești: una cu Ursul Yogi și Ursulețul Boo-Boo (ce este o parodie a lui Aladin și lampa fermecată) și alta cu Gorila Magilla în rolul lui Sinbad marinarul. Este animat cu culori luminoase, designuri ale personajelor stilizate și un stil mult mai plat în comparație cu celelalte filme, iar muzica este făcută de Steven Bernstein, ceea ce arată o influență puternică din producțiile animate Warner Bros./Steven Spielberg din acea vreme, Micii poznași și Animaniacii.
Acesta a rulat și în România pe Cartoon Network (în cadrul lui Cartoon Network Cinema) și mai apoi pe Boomerang (în cadrul lui Boomerang Cinema).

## Distribuție română
- Marius Damian - Prințul [1]

## Premis
Scooby și Shaggy ajung în Arabia pe un covor magic și îi spun unui calif arab două povești: una despre Aliyah-din, o tânără fată ajutată de două duhuri (fiind jucate de Yogi și Boo-Boo) și a doua despre Sinbad marinarul (fiind jucat de Gorila Magilla).

## Legături externe
- Scooby-Doo în Nopțile Arabe la Internet Movie Database

1. ↑  https://m.cinemagia.ro/filme/scooby-doo-in-arabian-nights-247414/